# Hennaya
Hennaya là một đô thị thuộc tỉnh Tlemcen, Algérie. Dân số thời điểm năm 2002 là 30.592 người.